# Осада Нарвы (1704)
Осада Нарвы (швед. Belägringen av Narva) — осада и взятие в 1704 году русскими войсками шведской крепости Нарвы.

## Предыстория
В августе 1700 года Россия вступила в Северную войну, и первым делом русская армия осадила шведскую крепость Нарва. Подошедшие на помощь Нарве шведские войска под командованием короля Карла XII разгромили русских.
В последующем шведская армия Карла XII обратилась против саксонского курфюрста и польского короля Августа II. В отсутствие главной шведской армии в 1701—1703 годах русские нанесли шведам ряд чувствительных поражений в Шведской Ливонии и захватили почти всю Ингерманландию.
В кампании 1704 года русская армия была разделена: большая часть армии, вверенная генерал-фельдмаршал-лейтенанту Г. Б. Огильви и генералу А. И. Репнину, должна была взять осадой Нарву и Ивангород; войска, вверенные генерал-фельдмаршалу Б. П. Шереметеву (по-прежнему назывались Большим полком), в начале июня осадили Дерпт.
Нарву оборонял генерал-майор Р. Горн, Дерпт — полковник К. Шютте. Реальную помощь осаждённым мог оказать генерал-губернатор Эстляндии генерал-майор В. А. Шлиппенбах, стоявший в Ревеле.

## Ход осады

### Численность гарнизона Нарвы
Численность шведского гарнизона составляла, по разным данным, от 2500 человек (плюс незадолго до начала осады он был усилен ещё одним пехотным полком) до 3,5 тыс. пехоты, 1 тыс. кавалерии, 570 орудий. Современный публицист А. Б. Широкорад даёт численность гарнизона 3175 человек пехоты, 1080 конницы и 300 артиллеристов, всего 4555 человек при 432 орудиях в самой Нарве и 128 орудиях в Ивангороде.

### Начало осады
26 апреля 1704 года окольничий П. М. Апраксин тремя пехотными полками и тремя ротами кавалерии (около 2500 человек) занял устье реки Наровы. 12 мая шведский флот попытался доставить запасы и подкрепление в Нарву (1200 человек), однако был встречен огнём русских береговых батарей и отошёл к Ревелю.
30 мая русская армия под началом генерала А. И. Репнина переправилась на левый берег Нарвы и расположилась лагерем в 5 верстах от Нарвы. Позже она заняла позицию, которую занимала в 1700 году. Четыре драгунских полка обложили собственно крепость Нарву, два полка окружили Ивангород. Корпус П. М. Апраксина остался у устья Нарвы.

### «Маскарад»
В это время среди осаждённых распространился слух, что на помощь идёт из Ревеля отряд генерал-майора В. А. Шлиппенбаха. В связи с этим Александр Данилович Меншиков предложил Петру устроить «маскарад»: переодеть 4 русских полка в синие мундиры, чтобы они походили на шведов. Эти полки (Семёновский и Ингерманландский пехотные, драгунские Ивана Горбова и Афанасия Астафьева) должны были изображать корпус Шлиппенбаха. 8 июня «маскарадный» корпус во главе с Петром двинулся к крепости. Их притворно атаковали осаждающие во главе с А. Д. Меншиковым и А. И. Репниным. На помощь «ряженым» вышел отряд шведов из крепости (150 человек кавалерии и 800 пехоты под командованием подполковника Маркварта). Русские попытались отсечь шведов от крепости, однако русская хитрость была открыта раньше времени. Тем не менее в результате боя большая часть шведской кавалерии была изрублена, а пехота не без труда вернулась в крепость. По русским данным, потери шведов составили 300 убитых; в плен удалось взять 4 офицеров (включая подполковника Маркварта) и 41 солдата. Потери русских составили всего 4 убитых и несколько раненых.
Всё же операция не достигла поставленных целей. Русским пришлось вести «правильную» осаду. В то же время до сих пор русская армия не могла приступить к осаде до подвоза пушек и мортир водным путём из Санкт-Петербурга.
Тем временем реальный отряд генерал-майора В. А. Шлиппенбаха, двинувшийся на помощь Нарве (4400 пехоты и конницы), 15 июня был встречен и отброшен назад к Ревелю отрядом полковника К. Э. Ренне, которому подчинили 6 драгунских полков (К. Э. Ренне, Г. К. Флуга, И. С. Горбова, А. Астафьева, А. Мореля де-ла-Каррера и Ф. Суваса), Бутырский пехотный полк, 500 человек Ингерманландского полка и 60 гренадер Преображенского и Семёновского гвардейских полков (всего около 8000 чел.; пехота для мобильности была посажена частью на лошадей, частью на телеги). Удалось захватить две шведские пушки, в плен попал полковник барон Фриц Вахтмейстер. За этот успех Ренне получил чин генерал-майора, став первым русским кавалерийским генералом.

### «Правильная осада»

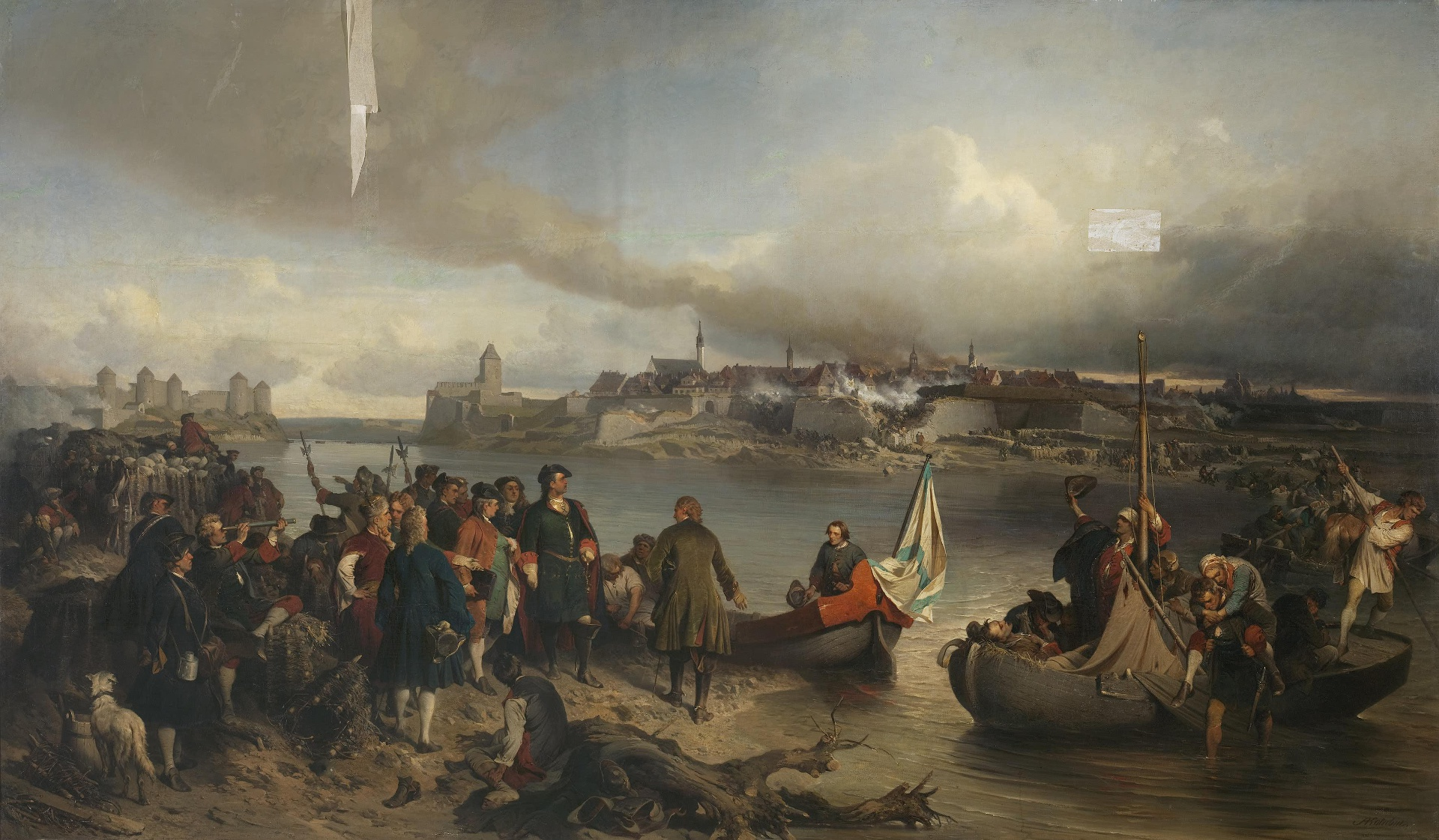
А. Е. Коцебу, Взятие Нарвы

20 июня под стены Нарвы прибыл новый русский главнокомандующий генерал-фельдмаршал-лейтенант Г. Б. Огильви. В команде находились также генерал А. И. Репнин, генерал-поручик А. А. фон Шембек, генерал-майоры И. И. Чамберс, Я. В. Брюс, А. В. Шарф, а также инженер-генерал Ламбер.
30 июня Пётр I покинул осадный лагерь под Нарвой и отправился к Дерпту, куда прибыл 2 июля. 6 июля началась активная бомбардировка Дерпта, а 13 июля он был взят штурмом. Вскоре Пётр I вернулся к Нарве. Вместе с ним пришли полки под командой генерал-майора Н. Г. фон Вердена (около 10 тыс.; силы осаждающих Нарву русских возросли до 43 тыс. человек). Всего осадная русская армия составила 30 тысяч пехоты, 16 полков конницы, 150 орудий.
В то же время 10 июля шведский генерал Г. Ю. Майдель, действуя со стороны Выборга, нанёс поражение русской иррегулярной коннице Д. Е. Бахметьева на р. Сестре. Для снятия угрозы Петербургу Г. Б. Огильви вынужден был направить в распоряжение обер-коменданта Петербурга Р. В. Брюса часть конницы (иррегулярную конницу Новгородского разряда и драгунский полк И. С. Горбова; позже драгуны вернулись к Нарве).
30 июля, по доставке осадных орудий, началась бомбардировка Нарвы и Ивангорода из 40 пушек и 24 мортир (обращённых как против Ивангорода и моста, так и бастионов Гонор и Виктория).
6 августа в бастионе Гонор образовался большой пролом, а сам бастион был разрушен. Однако гарнизон защищался упорно, и предложение Петра о сдаче крепости было отвергнуто комендантом Р. Горном в обидных выражениях; последний напомнил о поражении под этими стенами в 1700 году. Пётр I решился на штурм.

## Штурм
В ночь на 9 августа осадные войска, разделённые на три корпуса, собрались в траншеях.

…по обычаю того времени, из полков были вызваны солдаты, которые за побеги и другие преступления были приговорены к наказанию — и им поручено было, чтобы заслужить помилование, нести и ставить к стенам штурмовые лестницы. 8 августа ночью, скрытно, люди эти, которых набралось до 1600 человек, с лестницами засели в шанцах; в то же время все остальные были разделены на три отряда и каждому из них был указан пункт атаки…— Я. С. Смирнов. История 65 Пехотного Московского его Императорского высочества государя наследника цесаревича полка. Варшава, 1890
Генерал-поручик А. А. фон Шембек руководил атакой бастиона Виктория, генерал-майор И. И. Чамберс приступил к бастиону Гонор, а генерал-майор Н. Г. фон Верден — к равелину между бастионами Глория и Фама.
В полдень дан был сигнал к атаке пятью пушечными выстрелами. К 3 часам главный вал был уже во власти русских. В ходе боя шведы взорвали мину, и при этом взрыве погибло очень много и шведов и русских. Однако и этим не смогли шведы укротить русский штурм. Отброшенный со стен, гарнизон укрылся в стенах старого города, комендант приказал бить сдачу, но гул битвы заглушил сигналы.
Ворота были взломаны, и штурмующие ворвались внутрь крепости. Началось преследование и истребление гарнизона и жителей. Кровопролитие было остановлено только Петром, заколовшим русского солдата за грабеж и убийства мирных граждан.
Гарнизон пытался отступить к Ивангороду, но большая его часть, в том числе комендант, 3 полковника и 1600 солдат и офицеров попали в плен.
Пётр I велел посадить коменданта Нарвы генерал-майора Р. Горна в тот самый каземат, в котором по распоряжению Горна содержались коменданты сдавшихся русским крепостей: Нотебурга — Густав Вильгельм Шлиппенбах, Ниеншанца — Иоганн (Юхан) Аполлов (Опалев) (умер в русском плену в 1706 году).

## Результаты

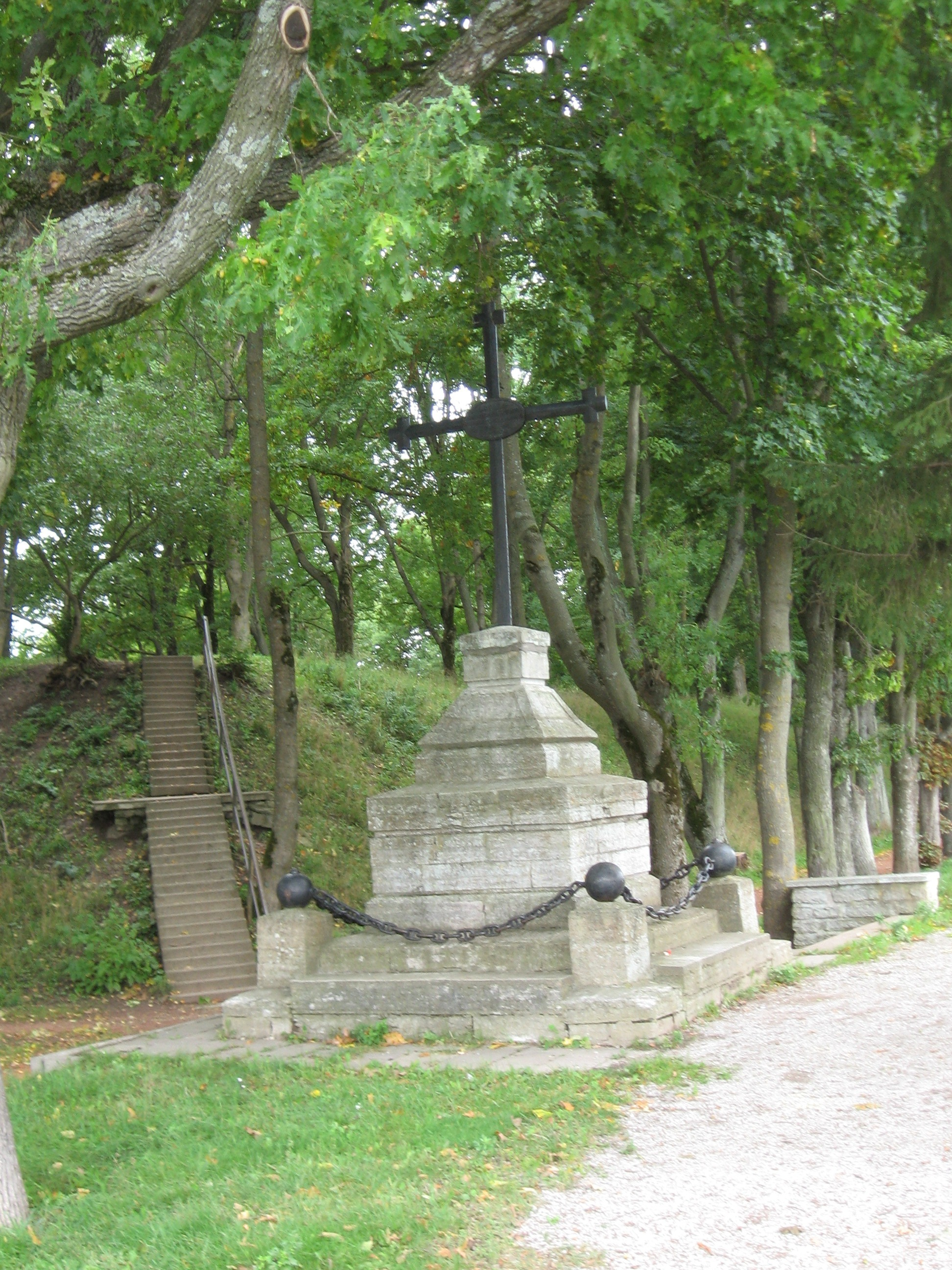
Памятник павшим при штурме Нарвы русским воинам, поставленный в 1853 г. в Тёмном саду

Во время штурма русские потеряли 359 убитых и 1 340 раненых. Другие источники говорят о потерях убитыми и ранеными до 3 тысяч человек или около 3 тысяч человек. Шведы только убитыми потеряли 1,3 тыс. человек. Военная добыча русских составила 80 медных и 400 чугунных орудий, 11 000 ружей, 1300 пар пистолетов, во множестве снаряды и продовольствие.
Принявший активное участие в штурме А. Д. Меншиков получил звание генерал-поручика и назначен губернатором Нарвы. 11 сентября жители Нарвы присягнули на верность Петру.
Через неделю после взятия Нарвы 16 августа 1704 года капитулировал гарнизон Ивангорода под командованием подполковника Стирнсталя. По договору с Г. Б. Огильви он был отпущен в Ревель без знамён и барабанов.
После получения в столице известия о взятии Нарвы была отчеканена медаль «За взятие Нарвы». 19 февраля 1705 года Пётр I, в подражание римским императорам, организовал торжественный въезд («триумф») в Москву, в котором участвовало 19 пленных офицеров во главе с Р. Горном.